# Hofstetten, Zürich
Hofstetten (före 2003: Hofstetten bei Elgg) är en ort i kommunen Elgg i kantonen Zürich i Schweiz. Den ligger cirka 10 kilometer sydost om Winterthur. Orten har cirka 340 invånare (2023).
Orten var före den 1 januari 2018 en egen kommun, men inkorporerades då i kommunen Elgg. Kommunen omfattade även orten Dickbuch.